# Anders Mattsson (borgmästare)
Anders Mattsson Upplänning, född 1592, död 1642, var en svensk borgmästare i Norrköping.

## Biografi
Anders Mattsson Upplänning föddes 1592. Han var son till kyrkoherden Matthias Petri Upplänning och Anna Gubbe i Västra Husby församling. Mattsson blev 1631 justitieborgmästare i Norrköping och avskedades 1640. Han avled 1642.

### Familj
Mattsson gifte sig med Anna Stijgh. Hon var dotter till kyrkoherden Jonas Stigh i Styrstads församling. De fick tillsammans sonen Jonas Österling (1627–1691) som blev adelsman.